# プッピゲルス
プッピゲルス（学名：Puppigerus) は、新生代始新世前期から中期にかけて生息していたウミガメの絶滅した属。爬虫綱 - カメ目 - ウミガメ上科 - ウミガメ科に属する。

## 形態
全長約90センチメートル。眼窩は大きく、横向きとなっている。これは、初期のウミガメ類に見られた上向きの眼窩と異なり、現代型のウミガメ科と共通する形態となっている。また、二次口蓋も発達していた。また、中生代型の古いウミガメには背甲最後端の板に切れ込みが見られたが、プッピゲルスにはそうした特徴は失われている。

## 生態
亜熱帯域の比較的浅い海を好み、軟体動物からウニ、サンゴなど硬い殻を持つ動物まで、幅広く捕食していたと推定されている。

## 分布
アメリカ合衆国、イギリス、ベルギー、ウズベキスタンから化石が産出している。北アメリカ大陸及びユーラシア大陸近海に生息していたと推定されている。